# Livets flod
Livets flod (engelsk originaltitel: River Out of Eden) är en populärvetenskaplig bok av Richard Dawkins från 1995. Boken handlar om Darwins evolutionslära och innehåller sammanfattningar av de ämnen som behandlas i hans tidigare böcker, Den själviska genen, The Extended Phenotype och Den blinde urmakaren. Det är en del av Science Masters-serien och är Dawkins kortaste bok. Den innehåller även illustrationer av Lalla Ward, Dawkins hustru. Bokens namn kommer från passage 02:10 i Första Moseboken.
Livets flod består av fem kapitel. Det första kapitlet handlar om att liv är en flod av gener som strömmar genom geologisk tid där organismer bara är tillfälliga kroppar. Det andra kapitlet visar hur mänskliga anor kan spåras via många genvägar till olika senaste gemensamma förfäder, med särskild tonvikt på den afrikanska Eve. Det tredje kapitlet beskriver hur gradvis förbättring via naturligt urval är den enda mekanism som kan skapa komplexiteten vi observerar runt omkring oss i naturen. Det fjärde kapitlet handlar om hur geners obevekliga strävan att maximera sina egna nyttofunktioner. Det sista kapitlet sammanfattar milstolpar under utvecklingen av liv på jorden och spekulerar om hur liknande processer kan arbeta i främmande planetsystem.